# Aeolesthes ningshanensis
Aeolesthes ningshanensis är en skalbaggsart som beskrevs av Fernando Chiang 1981. Aeolesthes ningshanensis ingår i släktet Aeolesthes och familjen långhorningar. Inga underarter finns listade i Catalogue of Life.